# 中硬膜動脈
中硬膜動脈（middle meningeal artery、ちゅうこうまくどうみゃく）は、外頸動脈の枝の一つである。外頸動脈から咀嚼筋や鼓膜を栄養する内上顎動脈が分枝する。咀嚼筋間隙から内上顎動脈の枝である中硬膜動脈は分枝し、卵円孔の外側にある棘孔を通り、中硬膜動脈洞に沿って走行する。側頭骨骨折で障害されることが多く、急性硬膜外出血の原因血管となる。